# White (autoblindo)
L'autoblindo White fu una serie di autoblindo sviluppata dalla White Motor Company di Cleveland (Ohio) a partire dal 1915 e fu impiegata dalle Forze armate statunitensi.

## Varianti
Questo autoblindo fu costruito in quattro varianti:
- White No.1, 4×2, prodotto nel 1915;
- White No.2, 4×2, prodotto nel 1916 e usata dallo United States Army e dallo United States Marine Corps;
- White Model 1917, 4×2, prodotto nel 1917 e utilizzato dalla Forza di Spedizione Americana. Ventotto esemplari vennero ricostruiti nel 1934 come AMD Laffly 80;
- White AEF (conosciuto anche come White Modèle 1918), 4×2, prodotto nel 1918 e utilizzato dalla Forza di Spedizione Americana, dall'esercito francese. Cento esemplari vennero ricostruiti nel 1931 come AMD Laffly 50.

La White Motor Company continuò a produrre veicoli militari anche dopo la fine della prima guerra mondiale, costruendo mezzi quali l'M3 Scout Car, l'M2 Half Track e l'M3 Half-track.